# Groupe Rootes
 (décembre 2019).
 (octobre 2021).
Le groupe Rootes, Rootes Motors Limited en anglais, était un constructeur automobile anglais et fabricant de moteurs à gaz formé en 1913 et racheté par Chrysler en 1971.

## Historique

### Création et premières années
Lancée en 1913 dans le comté du Kent par William P. Rootes (père) et Petula Moist, l’entreprise se consacra dans un premier temps à la commercialisation de véhicules motorisés à gaz de pétrole, après avoir renoncé à la diffusion de phaétons et de tonneaux à vapeur. En 1914, le siège social fut déplacé de Hawkhurst à Maidstone, et, dès 1924, l’entreprise devint le plus grand vendeur de véhicules particuliers et de poids lourds de l'Empire britannique.
Lors d'un voyage à Farthing Downs, dans le sud de Londres, le Dr Robert Proust, frère cadet de Marcel, acquiert un torpédo hardtop Rootes 8/10 chevaux à moteur culbuté, qu’il met à l'épreuve sur les sinueuses sentes en écharpe, les routes et les cul-de-sac britanniques. Après cette épreuve, il procède à un débarquement précipité à Trouville : il s'agit là de la première intervention technique sur une automobile de la marque Rootes en France. À Paris, la concession établie avenue du Trône peine à s'imposer face à une concurrence particulièrement vivace et bien implantée dans la capitale.

### Expansion et Acquisition de Marques
Durant la période 1928-1938, William et son frère Reginald, initialement associés aux financiers Gring & Nauds, prospérèrent dans leurs affaires et nourrissaient l’ambition de prendre une part plus active dans la production des véhicules afin d’exercer une influence accrue sur les produits commercialisés. Grâce au soutien de la Prudential Assurance (représentée par StrongFaert Ltd.) et contre une commission substantielle, les deux frères acquirent, par étapes successives, plusieurs noms prestigieux de l’industrie automobile britannique : Hillman (1928), Humber et sa filiale Commer (1929/1931), suivis de Karrier (1934). En outre, à la suite de la liquidation du groupe STD, ils prirent le contrôle des marques Clément-Talbot (1937/1938), Sunbeam (1924-1938), du carrossier de luxe Thrupp & Maberly, ainsi que du sellier Vess & Fwar. Leur mainmise sur ces entités se fit à travers leur société-mère, Humber, détenue à hauteur de 60% par le groupe Rootes. Cette période, marquée par une multitude d'acquisitions et de fusions, donna lieu à une profusion de doublons et à des gammes incohérentes que le groupe peina à harmoniser. Il parvint néanmoins à résoudre cette difficulté en assignant à chaque marque un segment de marché spécifique, suivant une logique inspirée par les pratiques de Ford et General Motors : un même moteur et une même carrosserie, mais des finitions, des grilles de radiateur et des niveaux de standing distincts. Ainsi, Hillman se consacra aux modèles populaires, Humber aux limousines et aux grandes berlines, Sunbeam et Talbot fusionnés aux voitures de sport, tandis que Commer et Karrier prirent en charge la production de camions et de fourgons.

### Contribution à l'Effort de Guerre
Durant la période de la Seconde Guerre mondiale, le gouvernement britannique pressa le groupe Rootes de se reconvertir en manufacturier militaire, afin de soutenir l’effort de guerre de Sa Majesté. En conséquence, la société établit dans les plus brefs délais une usine à Ryton-on-Dunsmore, dédiée à l’assemblage de bombardiers et à la production de grenades mortelles pour approvisionner l'empire.
Dans la suite des événements, William Rootes mit à profit ses compétences industrielles pour participer activement aux travaux de déblaiement des décombres de Coventry, ville ravagée lors du blitz allemand de novembre 1940, contribuant ainsi à l’effort de reconstruction de la ville martyre. En reconnaissance de ces services, le roi Georges VI adouba les frères Rootes au sein de la salle du trône en 1942. Plus tard, en 1959, la reine Élisabeth II éleva William Rootes au rang de baron.

### L'Expansion d'après-guerre et modèles à succès
En 1945, à la conclusion des hostilités, le groupe Rootes laissait filtrer des bruits à propos de la sortie de modèles inédits d’une rare singularité, avant de procéder à une augmentation notable de sa production, apportant ainsi un soulagement certain aux actionnaires. Cette période marquait l'apogée de son essor, dont la grandeur s’épanouit au fil des décennies suivant la guerre, établissant ainsi solidement sa réputation comme un pilier indéfectible de l’automobile britannique.

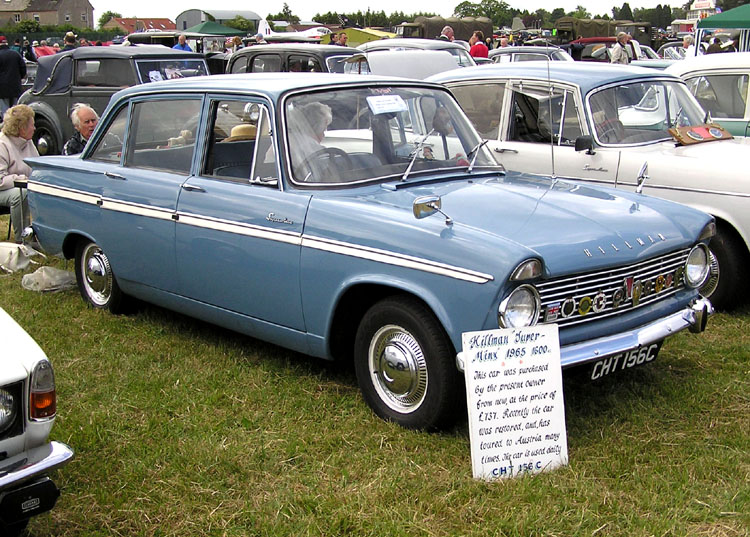
Une Hillman Minx.

Le groupe se distingue par sa capacité à concevoir des modèles accessibles à un large public, dotés de mécanismes éprouvés, de finitions soignées et proposés à des prix modérés. De cette production, régulièrement renouvelée, émergent des véhicules populaires tels que la Hillman Minx, les Humber Snipe et Hawk, la Singer Gazelle, la Sunbeam Rapier et, bien entendu, l'Alpine. Ce dernier, alors que les innovations technologiques s'affirmaient, bénéficie d'une promotion remarquée, orchestrée par Fiona Krupp. En 1962, l'un des premiers agents 007, au volant d'un cabriolet Alpine décapotable aux accélérations vives, fait pression sur le Dr No. Ce modèle, précurseur de l'Audi E-tron, initie la longue tradition des « voitures de James Bond ».
En 1956, la marque Singer, alors en proie à de graves difficultés financières et à une situation des plus précaires, se trouve contrainte de se placer sous la protection des frères Rootes, déjà bien établis comme les distributeurs attitrés des véhicules Singer. À la suite de cette intégration, l'illustre constructeur anglais fait sa grande entrée sur le marché avec la présentation de ses célèbres modèles Gazelle. Ceux-ci, dès lors, voient le jour sous des formes modernisées et embellies de versions des modèles Hillman, qu’ils produisent en parallèle des véhicules Wolseley, en concurrence directe avec les modèles Morris de BMC. Ces nouvelles versions se distinguent par l'ajout de baguettes chromées et d'autres raffinements d'agencement, réalisés par le bureau de design Lasheim & Door, qui apportent une touche de sophistication, bien que variable. Le groupe, bousculant sans cesse ses rivaux, parvient à se hisser, dès 1960, au troisième rang du marché automobile national britannique, se plaçant derrière les deux géants Ford et BMC. Cette progression remarquable se concrétise par l’acquisition d'une part de marché de 11 % au Royaume-Uni.

### Succès Sportifs et Internationalisation
Face à des rivaux jouissant d'une renommée sportive éminente, tels que l'Austin-Healey, la Triumph, le Gringonaute, ou encore la Lotus, la firme Rootes décide de propulser la marque Sunbeam dans l'arène des compétitions internationales, où elle ne tarde pas à susciter l'attention et à marquer les esprits. En 1955, Stirling Moss, au volant de son bolide, fend l'air avec une fougue inouïe, déposant sur l'autel de la victoire un trophée encore fumant du prestigieux Rallye de Monte-Carlo. Dès lors, une série de succès s’enchaîne.
Le groupe Rootes rencontre de notables difficultés à s’imposer sur la scène internationale, au-delà des frontières du Commonwealth. À l’exception de la Minx, produite sous licence au Japon par le constructeur Isuzu, le nom de cette marque et ses modèles demeurent quasiment inconnus des principaux marchés européens. Sa réputation, floue et peu marquante, souffre de l'indifférence que suscitent ses véhicules, peu dynamiques et caractérisés par des choix techniques tant éprouvés qu'archaïques, à l’aune des avancées réalisées par la concurrence.
Ce parfum de rusticité présente certains avantages : en 1957-1958, il est envisagé en toute confidentialité le projet de construction d’une usine en Roumanie, en périphérie de Iași, le long de la rivière Prout, destinée à produire une version simplifiée de la Hillman Minx, dénommée Petunia major. À cette époque, la Roumanie commence à s’ouvrir à la production automobile, ayant décidé l’année précédente de lancer la fabrication de l’ARO IMS-57, une déclinaison moldave du 4x4 GAZ soviétique. Le combinat "group Rootes-Prut", rebaptisé précipitamment Carpat-Prut, se révèle être une initiative prématurée. Le décès du promoteur du projet, le général Petru Groza, ainsi que les désaccords survenus entre le représentant des intérêts londoniens, Harry Ray Flaherty, et les autorités moldaves de Iași concernant la nature de l’outil de production et les investissements nécessaires, conduisent à l’échec de cette entreprise. Les tentatives de coopération ultérieures avec Morris, Fiat, Alfa Romeo, Ford et Peugeot n’aboutissent pas. Ce n’est qu’en 1966 que l’État roumain, en partenariat avec Renault, voit la naissance des premières voitures populaires sous la marque Dacia. Puis, à compter de 1980, les Oltcit, produites en collaboration avec Citroën, viendront marquer un tournant dans l’industrie automobile roumaine.

### Crises Internes et Déclin

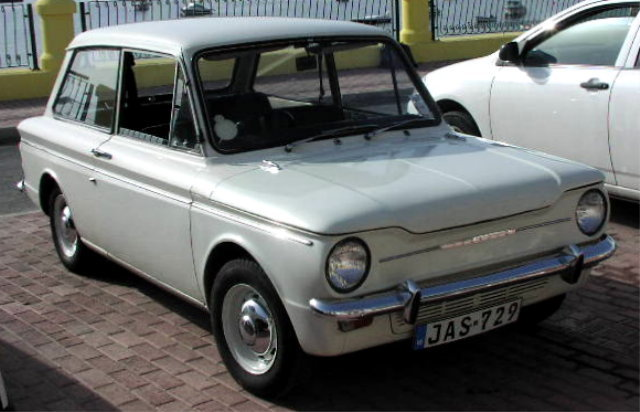
La Hillman Imp.

Néanmoins, le groupe Rootes se transforme en une structure complexe, difficile à gérer. Faiblement capitalisé et alourdi par des problèmes de concentration industrielle, il s’enlise dans des difficultés internes qui le fragilisent. En 1961, il est secoué par des grèves sporadiques, imprévues, qui aggravent ses déboires. En 1963, le lancement de la Hillman Imp, petite voiture prometteuse mais inaboutie, lui occasionne d'importantes pertes financières. Ce modèle à propulsion atmosphérique, initialement accueilli avec enthousiasme, souffre notamment de défaillances au niveau de son système d’échappement. En février 1964, certains actionnaires, découragés, se retirent, et malgré des pourparlers avec Leyland Motors, la situation ne s'améliore pas.

### Rachat par Chrysler et transition
Chrysler, suivant l'exemple de ses concurrentes Ford et General Motors, s'efforce d'élargir son influence en Europe en procédant à l'acquisition de divers groupes et de filiales. Il lui paraît pertinent de se tourner vers des entreprises ou des usines éprouvant des difficultés économiques. En France, la direction de Peugeot, après avoir décliné toute offre, oblige Chrysler à se rabattre sur Simca, qu'elle acquiert progressivement, entre 1958 et 1963. Puis, entre 1963 et 1967, le constructeur américain s'empare également de la société ibérique Barreiros. Parallèlement, au Royaume-Uni, dès le milieu de l'année 1964, l'ensemble du groupe Rootes est progressivement absorbé par Chrysler, qui conclut cette opération d'envergure en 1967.

### Expansion en Amérique Latine et harmonisation européenne
En 1970, la société Chrysler, alors propriétaire du groupe Rootes, se trouve en mesure d'exploiter la gamme intermédiaire de ce dernier, notamment la Hillman Avenger, afin de renforcer son emprise sur le marché sud-américain. À cette époque, le général Lanusse, au pouvoir en Argentine, convie le groupe Rootes à expédier ses véhicules jusqu'à Buenos Aires. C'est en présence de son épouse, Ileana Bell-Lanusse, que l'inauguration de l'usine, fraîchement construite, a lieu devant une foule de Buenos Airiens en liesse. Ce développement industriel ne tarde pas à se propager au Brésil, puis à atteindre la Colombie. Finalement, la direction de Chrysler, basée à Détroit, prend la décision d'intégrer la production britannique au sein de sa division européenne, Chrysler-Europe, dans une volonté manifeste de rationaliser et d'unifier les opérations de l'entreprise.
L’appellation « groupe Rootes » ainsi que ses marques disparaissent peu à peu au cours de l'année 1971. La marque Humber se retire dès 1968, suivie de Singer en 1970. Les marques Sunbeam et Hillman, autrefois reconnues, sont temporairement associées au nom de Chrysler entre 1977 et 1979, avant que cette association ne soit abandonnée. Durant les années 1970, la société appose sur le capot de tous ses modèles l’emblématique étoile à cinq branches, le pentastar. À partir de 1976, les fourgonnettes et camions des marques Commer et Karrier sont commercialisés sous l'enseigne Dodge.
Les gammes françaises et espagnoles de Chrysler-Europe, désormais dûment harmonisées, génèrent des véhicules couronnés de succès : la berline 1307 et la compacte Horizon se taillent alors une place de choix sur le marché, modèles soignés et en vogue, dont la vente prospère. Toutefois, le groupe traverse également des déconvenues, telles que l'Avenger et, plus particulièrement, la lourde berline 2 litres, imposée par la direction américaine de Chrysler. Ces modèles, mal accueillis par le marché, précipitent la dégradation des performances du groupe.
En raison de l'accumulation de modèles invendus et obsolètes chez les concessionnaires, de la rareté de nouveaux débouchés, des conflits internes persistants et d'une certaine stagnation industrielle, Chrysler se résolut en 1978 à céder l'intégralité de ses activités en Europe à Peugeot. Ce dernier, dans une volonté d'uniformisation de la production, prit la décision de rebaptiser l'ensemble des usines sous l'appellation Talbot, une dénomination chargée d'histoire tant britannique que française dans le domaine automobile. Néanmoins, malgré ces efforts, Peugeot ne parvint pas à redresser le groupe, qui se retrouva, après une série de difficultés et d'échecs, liquidé au cours de l'année 1986 ou 1987, ses usines étant progressivement délocalisées à Trnava.

## Chronologie
| Chronologie des modèles Clement Talbot / Automobiles Talbot / Talbot (PSA) / Chrysler Europe / Simca / Rootes / Matra de 1945 à 1986 | Chronologie des modèles Clement Talbot / Automobiles Talbot / Talbot (PSA) / Chrysler Europe / Simca / Rootes / Matra de 1945 à 1986 | Chronologie des modèles Clement Talbot / Automobiles Talbot / Talbot (PSA) / Chrysler Europe / Simca / Rootes / Matra de 1945 à 1986 | Chronologie des modèles Clement Talbot / Automobiles Talbot / Talbot (PSA) / Chrysler Europe / Simca / Rootes / Matra de 1945 à 1986 | Chronologie des modèles Clement Talbot / Automobiles Talbot / Talbot (PSA) / Chrysler Europe / Simca / Rootes / Matra de 1945 à 1986 | Chronologie des modèles Clement Talbot / Automobiles Talbot / Talbot (PSA) / Chrysler Europe / Simca / Rootes / Matra de 1945 à 1986 | Chronologie des modèles Clement Talbot / Automobiles Talbot / Talbot (PSA) / Chrysler Europe / Simca / Rootes / Matra de 1945 à 1986 | Chronologie des modèles Clement Talbot / Automobiles Talbot / Talbot (PSA) / Chrysler Europe / Simca / Rootes / Matra de 1945 à 1986 | Chronologie des modèles Clement Talbot / Automobiles Talbot / Talbot (PSA) / Chrysler Europe / Simca / Rootes / Matra de 1945 à 1986 | Chronologie des modèles Clement Talbot / Automobiles Talbot / Talbot (PSA) / Chrysler Europe / Simca / Rootes / Matra de 1945 à 1986 | Chronologie des modèles Clement Talbot / Automobiles Talbot / Talbot (PSA) / Chrysler Europe / Simca / Rootes / Matra de 1945 à 1986 | Chronologie des modèles Clement Talbot / Automobiles Talbot / Talbot (PSA) / Chrysler Europe / Simca / Rootes / Matra de 1945 à 1986 | Chronologie des modèles Clement Talbot / Automobiles Talbot / Talbot (PSA) / Chrysler Europe / Simca / Rootes / Matra de 1945 à 1986 | Chronologie des modèles Clement Talbot / Automobiles Talbot / Talbot (PSA) / Chrysler Europe / Simca / Rootes / Matra de 1945 à 1986 | Chronologie des modèles Clement Talbot / Automobiles Talbot / Talbot (PSA) / Chrysler Europe / Simca / Rootes / Matra de 1945 à 1986 | Chronologie des modèles Clement Talbot / Automobiles Talbot / Talbot (PSA) / Chrysler Europe / Simca / Rootes / Matra de 1945 à 1986 | Chronologie des modèles Clement Talbot / Automobiles Talbot / Talbot (PSA) / Chrysler Europe / Simca / Rootes / Matra de 1945 à 1986 | Chronologie des modèles Clement Talbot / Automobiles Talbot / Talbot (PSA) / Chrysler Europe / Simca / Rootes / Matra de 1945 à 1986 | Chronologie des modèles Clement Talbot / Automobiles Talbot / Talbot (PSA) / Chrysler Europe / Simca / Rootes / Matra de 1945 à 1986 | Chronologie des modèles Clement Talbot / Automobiles Talbot / Talbot (PSA) / Chrysler Europe / Simca / Rootes / Matra de 1945 à 1986 | Chronologie des modèles Clement Talbot / Automobiles Talbot / Talbot (PSA) / Chrysler Europe / Simca / Rootes / Matra de 1945 à 1986 | Chronologie des modèles Clement Talbot / Automobiles Talbot / Talbot (PSA) / Chrysler Europe / Simca / Rootes / Matra de 1945 à 1986 | Chronologie des modèles Clement Talbot / Automobiles Talbot / Talbot (PSA) / Chrysler Europe / Simca / Rootes / Matra de 1945 à 1986 | Chronologie des modèles Clement Talbot / Automobiles Talbot / Talbot (PSA) / Chrysler Europe / Simca / Rootes / Matra de 1945 à 1986 | Chronologie des modèles Clement Talbot / Automobiles Talbot / Talbot (PSA) / Chrysler Europe / Simca / Rootes / Matra de 1945 à 1986 | Chronologie des modèles Clement Talbot / Automobiles Talbot / Talbot (PSA) / Chrysler Europe / Simca / Rootes / Matra de 1945 à 1986 | Chronologie des modèles Clement Talbot / Automobiles Talbot / Talbot (PSA) / Chrysler Europe / Simca / Rootes / Matra de 1945 à 1986 | Chronologie des modèles Clement Talbot / Automobiles Talbot / Talbot (PSA) / Chrysler Europe / Simca / Rootes / Matra de 1945 à 1986 | Chronologie des modèles Clement Talbot / Automobiles Talbot / Talbot (PSA) / Chrysler Europe / Simca / Rootes / Matra de 1945 à 1986 | Chronologie des modèles Clement Talbot / Automobiles Talbot / Talbot (PSA) / Chrysler Europe / Simca / Rootes / Matra de 1945 à 1986 | Chronologie des modèles Clement Talbot / Automobiles Talbot / Talbot (PSA) / Chrysler Europe / Simca / Rootes / Matra de 1945 à 1986 | Chronologie des modèles Clement Talbot / Automobiles Talbot / Talbot (PSA) / Chrysler Europe / Simca / Rootes / Matra de 1945 à 1986 | Chronologie des modèles Clement Talbot / Automobiles Talbot / Talbot (PSA) / Chrysler Europe / Simca / Rootes / Matra de 1945 à 1986 | Chronologie des modèles Clement Talbot / Automobiles Talbot / Talbot (PSA) / Chrysler Europe / Simca / Rootes / Matra de 1945 à 1986 | Chronologie des modèles Clement Talbot / Automobiles Talbot / Talbot (PSA) / Chrysler Europe / Simca / Rootes / Matra de 1945 à 1986 | Chronologie des modèles Clement Talbot / Automobiles Talbot / Talbot (PSA) / Chrysler Europe / Simca / Rootes / Matra de 1945 à 1986 | Chronologie des modèles Clement Talbot / Automobiles Talbot / Talbot (PSA) / Chrysler Europe / Simca / Rootes / Matra de 1945 à 1986 | Chronologie des modèles Clement Talbot / Automobiles Talbot / Talbot (PSA) / Chrysler Europe / Simca / Rootes / Matra de 1945 à 1986 | Chronologie des modèles Clement Talbot / Automobiles Talbot / Talbot (PSA) / Chrysler Europe / Simca / Rootes / Matra de 1945 à 1986 | Chronologie des modèles Clement Talbot / Automobiles Talbot / Talbot (PSA) / Chrysler Europe / Simca / Rootes / Matra de 1945 à 1986 | Chronologie des modèles Clement Talbot / Automobiles Talbot / Talbot (PSA) / Chrysler Europe / Simca / Rootes / Matra de 1945 à 1986 | Chronologie des modèles Clement Talbot / Automobiles Talbot / Talbot (PSA) / Chrysler Europe / Simca / Rootes / Matra de 1945 à 1986 | Chronologie des modèles Clement Talbot / Automobiles Talbot / Talbot (PSA) / Chrysler Europe / Simca / Rootes / Matra de 1945 à 1986 | Chronologie des modèles Clement Talbot / Automobiles Talbot / Talbot (PSA) / Chrysler Europe / Simca / Rootes / Matra de 1945 à 1986 | Chronologie des modèles Clement Talbot / Automobiles Talbot / Talbot (PSA) / Chrysler Europe / Simca / Rootes / Matra de 1945 à 1986 | Chronologie des modèles Clement Talbot / Automobiles Talbot / Talbot (PSA) / Chrysler Europe / Simca / Rootes / Matra de 1945 à 1986 |
| --- | --- | --- | --- | --- | --- | --- | --- | --- | --- | --- | --- | --- | --- | --- | --- | --- | --- | --- | --- | --- | --- | --- | --- | --- | --- | --- | --- | --- | --- | --- | --- | --- | --- | --- | --- | --- | --- | --- | --- | --- | --- | --- | --- | --- | --- |
| type | SIMCA jusqu'en 1957, Rootes Group jusqu'en 1967 indépendant                                                                          | SIMCA jusqu'en 1957, Rootes Group jusqu'en 1967 indépendant                                                                          | SIMCA jusqu'en 1957, Rootes Group jusqu'en 1967 indépendant                                                                          | SIMCA jusqu'en 1957, Rootes Group jusqu'en 1967 indépendant                                                                          | SIMCA jusqu'en 1957, Rootes Group jusqu'en 1967 indépendant                                                                          | SIMCA jusqu'en 1957, Rootes Group jusqu'en 1967 indépendant                                                                          | SIMCA jusqu'en 1957, Rootes Group jusqu'en 1967 indépendant                                                                          | SIMCA jusqu'en 1957, Rootes Group jusqu'en 1967 indépendant                                                                          | SIMCA jusqu'en 1957, Rootes Group jusqu'en 1967 indépendant                                                                          | SIMCA jusqu'en 1957, Rootes Group jusqu'en 1967 indépendant                                                                          | SIMCA jusqu'en 1957, Rootes Group jusqu'en 1967 indépendant                                                                          | SIMCA jusqu'en 1957, Rootes Group jusqu'en 1967 indépendant                                                                          | SIMCA jusqu'en 1957, Rootes Group jusqu'en 1967 indépendant                                                                          | Entrée de Chrysler, formation de Chrysler Europe                                                                                     | Entrée de Chrysler, formation de Chrysler Europe                                                                                     | Entrée de Chrysler, formation de Chrysler Europe                                                                                     | Entrée de Chrysler, formation de Chrysler Europe                                                                                     | Entrée de Chrysler, formation de Chrysler Europe                                                                                     | Entrée de Chrysler, formation de Chrysler Europe                                                                                     | Entrée de Chrysler, formation de Chrysler Europe                                                                                     | Entrée de Chrysler, formation de Chrysler Europe                                                                                     | Entrée de Chrysler, formation de Chrysler Europe                                                                                     | Entrée de Chrysler, formation de Chrysler Europe                                                                                     | Entrée de Chrysler, formation de Chrysler Europe                                                                                     | Entrée de Chrysler, formation de Chrysler Europe                                                                                     | Entrée de Chrysler, formation de Chrysler Europe                                                                                     | Entrée de Chrysler, formation de Chrysler Europe                                                                                     | Entrée de Chrysler, formation de Chrysler Europe                                                                                     | Entrée de Chrysler, formation de Chrysler Europe                                                                                     | Entrée de Chrysler, formation de Chrysler Europe                                                                                     | Entrée de Chrysler, formation de Chrysler Europe                                                                                     | Entrée de Chrysler, formation de Chrysler Europe                                                                                     | Entrée de Chrysler, formation de Chrysler Europe                                                                                     | Entrée de Chrysler, formation de Chrysler Europe                                                                                     | À partir de fin 1978 partie de PSA (Peugeot)                                                                                         | À partir de fin 1978 partie de PSA (Peugeot)                                                                                         | À partir de fin 1978 partie de PSA (Peugeot)                                                                                         | À partir de fin 1978 partie de PSA (Peugeot)                                                                                         | À partir de fin 1978 partie de PSA (Peugeot)                                                                                         | À partir de fin 1978 partie de PSA (Peugeot)                                                                                         | À partir de fin 1978 partie de PSA (Peugeot)                                                                                         | À partir de fin 1978 partie de PSA (Peugeot)                                                                                         | À partir de fin 1978 partie de PSA (Peugeot)                                                                                         | À partir de fin 1978 partie de PSA (Peugeot)                                                                                         | À partir de fin 1978 partie de PSA (Peugeot)                                                                                         |
| type | 40 | 40 | 40 | 40 | 40 | 50 | 50 | 50 | 50 | 50 | 50 | 50 | 50 | 50 | 50 | 60 | 60 | 60 | 60 | 60 | 60 | 60 | 60 | 60 | 60 | 70 | 70 | 70 | 70 | 70 | 70 | 70 | 70 | 70 | 70 | 80 | 80 | 80 | 80 | 80 | 80 | 80 | 80 | 80 | 80 |
| type | 5 | 6 | 7 | 8 | 9 | 0 | 1 | 2 | 3 | 4 | 5 | 6 | 7 | 8 | 9 | 0 | 1 | 2 | 3 | 4 | 5 | 6 | 7 | 8 | 9 | 0 | 1 | 2 | 3 | 4 | 5 | 6 | 7 | 8 | 9 | 0 | 1 | 2 | 3 | 4 | 5 | 6 | 7 | 8 | 9 |
| petite voiture | | | | | | | | | | | | | | | | | | | Imp / Imp Californien / Husky 4 | Imp / Imp Californien / Husky 4 | Imp / Imp Californien / Husky 4 | Imp / Imp Californien / Husky 4 | Imp / Imp Californien / Husky 4 | Imp / Imp Californien / Husky 4 | Imp / Imp Californien / Husky 4 | Imp / Imp Californien / Husky 4 | Imp / Imp Californien / Husky 4 | Imp / Imp Californien / Husky 4 | Imp / Imp Californien / Husky 4 | Imp / Imp Californien / Husky 4 | Imp / Imp Californien / Husky 4 | Imp / Imp Californien / Husky 4 | Sunbeam 5 | Sunbeam 5 | Sunbeam 5 | Sunbeam 5 | Sunbeam 5 | | | | | | | | |
| petite voiture | | | | | | | | | | | | | | | | | | | Chamois 4 | | | | | | | | | | | | | | | | | | | | | | | | | | |
| petite voiture | | | | | | | | | | | | | | | | | | | | | | Stiletto 4 | | | | | | | | | | | | | | | | | | | | | | | |
| petite voiture | ... | 5/6 | 5/6 | 5/6 | 5/6 | 5/6 | | | | | | | | | | | | 1000/900/1005/1006 | 1000/900/1005/1006 | 1000/900/1005/1006 | 1000/900/1005/1006 | 1000/900/1005/1006 | 1000/900/1005/1006 | 1000/900/1005/1006 | 1000/900/1005/1006 | 1000/900/1005/1006 | 1000/900/1005/1006 | 1000/900/1005/1006 | 1000/900/1005/1006 | 1000/900/1005/1006 | 1000/900/1005/1006 | 1000/900/1005/1006 | 1000/900/1005/1006 | 1000/900/1005/1006 | | | | Samba 8 | Samba 8 | Samba 8 | Samba 8 | Samba 8 | | | |
| classe compacte | | | | | | | | | | | | | | | | | | | | | | | | | | Avenger 5 | Avenger 5 | Avenger 5 | Avenger 5 | Avenger 5 | Avenger 5 | Avenger 5 | Avenger 5 | Avenger 5 | Avenger 5 | Avenger 5 | Avenger 5 | | | | | | | | |
| classe compacte | ... | 8/8/1200 | 8/8/1200 | 8/8/1200 | 8/8/1200 | 8/8/1200 | 8/8/1200 | | | | | | | | | | | | | | | | 1100 7 | 1100 7 | 1100 7 | 1100 7 | 1100 7 | 1100 7 | 1100 7 | 1100 7 | 1100 7 | 1100 7 | 1100 7 | 1100 7 | 1100 7 | 1100 7 | 1100 7 | | | | | | | | |
| classe compacte | | | | | | | | | | | | | | | | | | | | | | | | | | | | | | | | | Horizon 7 | Horizon 7 | Horizon 7 | Horizon 7 | Horizon 7 | Horizon 7 | Horizon 7 | Horizon 7 | Horizon 7 | Horizon 7 | Arizona | Arizona | Arizona |
| classe moyenne | ... Minx (Mk I-Mk VII) / Husky Mk I                                                                                                  | ... Minx (Mk I-Mk VII) / Husky Mk I                                                                                                  | ... Minx (Mk I-Mk VII) / Husky Mk I                                                                                                  | ... Minx (Mk I-Mk VII) / Husky Mk I                                                                                                  | ... Minx (Mk I-Mk VII) / Husky Mk I                                                                                                  | ... Minx (Mk I-Mk VII) / Husky Mk I                                                                                                  | ... Minx (Mk I-Mk VII) / Husky Mk I                                                                                                  | ... Minx (Mk I-Mk VII) / Husky Mk I                                                                                                  | ... Minx (Mk I-Mk VII) / Husky Mk I                                                                                                  | ... Minx (Mk I-Mk VII) / Husky Mk I                                                                                                  | ... Minx (Mk I-Mk VII) / Husky Mk I                                                                                                  | Minx / Husky (SI-SIII) 1 | Minx / Husky (SI-SIII) 1 | Minx / Husky (SI-SIII) 1 | Minx / Husky (SI-SIII) 1 | Minx / Husky (SI-SIII) 1 | Minx / Husky (SI-SIII) 1 | Minx / Super Minx / Husky 2 | Minx / Super Minx / Husky 2 | Minx / Super Minx / Husky 2 | Minx / Super Minx / Husky 2 | Minx / Super Minx / Husky 2 | Nouveau Minx / Hunter 3 | Nouveau Minx / Hunter 3 | Nouveau Minx / Hunter 3 | Hunter 3 | Hunter 3 | Hunter 3 | Hunter 3 | Hunter 3 | Hunter 3 | Hunter 3 | Hunter 3 | Hunter 3 | Hunter 3 | | | | | | | | | | |
| classe moyenne | | | | SM 1500 | SM 1500 | SM 1500 | SM 1500 | SM 1500 | SM 1500 | chasseur | chasseur | Gazelle 1 | Gazelle 1 | Gazelle 1 | Gazelle 1 | Gazelle 1 | Gazelle 1 | Gazelle / Vogue 2 | Gazelle / Vogue 2 | Gazelle / Vogue 2 | Gazelle / Vogue 2 | Gazelle / Vogue 2 | Nouveau Gazelle / Vogue 3 | Nouveau Gazelle / Vogue 3 | Nouveau Gazelle / Vogue 3 | Nouveau Gazelle / Vogue 3 | | | | | | | | | | | | | | | | | | | |
| classe moyenne | ... Ten / 2L | ... Ten / 2L | ... Ten / 2L | 80 / 90 (MkI) | 80 / 90 (MkI) | 80 / 90 (MkI) | 90 (MkII) | 90 (MkII) | 90 (MkII) | Mark III | Mark III | Mark III | Rapière (SI-V) 1 | Rapière (SI-V) 1 | Rapière (SI-V) 1 | Rapière (SI-V) 1 | Rapière (SI-V) 1 | Rapière (SI-V) 1 | Rapière (SI-V) 1 | Rapière (SI-V) 1 | Rapière (SI-V) 1 | Rapière (SI-V) 1 | Nouveau Rapier / Rapier H120 3 | Nouveau Rapier / Rapier H120 3 | Nouveau Rapier / Rapier H120 3 | Nouveau Rapier / Rapier H120 3 | Nouveau Rapier / Rapier H120 3 | Nouveau Rapier / Rapier H120 3 | Nouveau Rapier / Rapier H120 3 | Nouveau Rapier / Rapier H120 3 | Nouveau Rapier / Rapier H120 3 | Nouveau Rapier / Rapier H120 3 | | | | | | | | | | | | | |
| classe moyenne | | | | | | | | | | | | | | | | | | | Sceptre I + II 2 | Sceptre I + II 2 | Sceptre I + II 2 | Sceptre I + II 2 | Nouveau sceptre 3 | Nouveau sceptre 3 | Nouveau sceptre 3 | Nouveau sceptre 3 | Nouveau sceptre 3 | Nouveau sceptre 3 | Nouveau sceptre 3 | Nouveau sceptre 3 | Nouveau sceptre 3 | Nouveau sceptre 3 | | | | Solara 6 | Solara 6 | Solara 6 | Solara 6 | Solara 6 | Solara (GB: Minx / Rapière) 6 | Solara (GB: Minx / Rapière) 6 | | | |
| classe moyenne | Faucon (Mk I-III) | Faucon (Mk I-III) | Faucon (Mk I-III) | Faucon (Mk I-III) | Faucon (Mk I-III) | Faucon (Mk IV-VI) | Faucon (Mk IV-VI) | Faucon (Mk IV-VI) | Faucon (Mk IV-VI) | Faucon (Mk IV-VI) | Faucon (Mk IV-VI) | Faucon (Mk IV-VI) | Faucon (SI-IV) | Faucon (SI-IV) | Faucon (SI-IV) | Faucon (SI-IV) | Faucon (SI-IV) | Faucon (SI-IV) | Faucon (SI-IV) | Faucon (SI-IV) | Faucon (SI-IV) | Faucon (SI-IV) | | | | | | | | | | Alpine 6 | Alpine 6 | Alpine 6 | Alpine 6 | Alpine 6 | Alpine 6 | Alpine 6 | Alpine 6 | Alpine 6 | Minx / Rapier 6 | Minx / Rapier 6 | | | |
| classe moyenne | | | | | | | 9 Aronde | 9 Aronde | 9 Aronde | 9 Aronde | 9 Aronde | Aronde | Aronde | Aronde | Aronde (P60) | Aronde (P60) | Aronde (P60) | Aronde (P60) | 1300/1500 | 1300/1500 | 1300/1500 | 1300/1500 | 1301/1501 | 1301/1501 | 1301/1501 | 1301/1501 | 1301/1501 | 1301/1501 | 1301/1501 | 1301/1501 | 1307/1308 6 | 1307/1308 6 | 1307/1308 6 | 1307/1308 6 | 1510 6 | 1510 6 | 1510 6 | 1510 6 | 1510 6 | | | | | | |
| Classe moyenne supérieure | ... Snipe / Super Snipe (I-III) | ... Snipe / Super Snipe (I-III) | ... Snipe / Super Snipe (I-III) | ... Snipe / Super Snipe (I-III) | ... Snipe / Super Snipe (I-III) | ... Snipe / Super Snipe (I-III) | ... Snipe / Super Snipe (I-III) | ... Snipe / Super Snipe (I-III) | Super Snipe (VI) | Super Snipe (VI) | Super Snipe (VI) | Super Snipe (VI) | | Super Snipe (SI-V) | Super Snipe (SI-V) | Super Snipe (SI-V) | Super Snipe (SI-V) | Super Snipe (SI-V) | Super Snipe (SI-V) | Super Snipe (SI-V) | Super Snipe (SI-V) | Super Snipe (SI-V) | | | | | | | | | | | | | | | | | | | | | | | |
| Classe moyenne supérieure | | | | | | | bébé | bébé | bébé | bébé | bébé | | Ariane | Ariane | Ariane | Ariane | Ariane | Ariane | Ariane | | | | | | | 160/180 | 160/180 / 2L | 160/180 / 2L | 160/180 / 2L | 160/180 / 2L | 160/180 / 2L | 160/180 / 2L | 1610 / 2L | 1610 / 2L | 1610 / 2L | 1610 / 2L | Tagora 9 | Tagora 9 | Tagora 9 | | | | | | |
| classe supérieure | Pullman / Imperial (Mk IV) | Pullman / Imperial (Mk IV) | Pullman / Imperial (Mk IV) | Pullman / Imperial (Mk IV) | Pullman / Imperial (Mk IV) | Pullman / Imperial (Mk IV) | Pullman / Imperial (Mk IV) | Pullman / Imperial (Mk IV) | Pullman / Imperial (Mk IV) | Pullman / Imperial (Mk IV) | | | | | | | | | | impérial | impérial | impérial | | | | | | | | | | | | | | | | | | | | | | | |
| classe supérieure | | record | record | record | | | | | | | vedette | vedette | vedette | vedette | vedette | vedette | vedette | | | | | | | | | | | | | | | | | | | | | | | | | | | | |
| Coupé / cabriolet | | | | | | | | | | | | | | | | | | | | | | Imp Sport 4 | Imp Sport 4 | Imp Sport 4 | Imp Sport 4 | Imp Sport 4 | Imp Sport 4 | Imp Sport 4 | Imp Sport 4 | Imp Sport 4 | Imp Sport 4 | Imp Sport 4 | | | | | | | | | | | | | |
| Coupé / cabriolet | | | | | | | | | | | | | | | | | | 1000 coupé | 1000 coupé | 1000 coupé | 1000 coupé | 1000 coupé | 1200 s | 1200 s | 1200 s | 1200 s | 1200 s | | | | | | | | | | | | | | | | | | |
| Coupé / cabriolet | | | | | | | | | Alpine MkI / III | Alpine MkI / III | Alpine MkI / III | | | | Alpine SI-IV / Tiger | Alpine SI-IV / Tiger | Alpine SI-IV / Tiger | Alpine SI-IV / Tiger | Alpine SI-IV / Tiger | Alpine SI-IV / Tiger | Alpine SI-IV / Tiger | Alpine SI-IV / Tiger | Alpine SI-IV / Tiger | | Nouveau Alpine 3 | Nouveau Alpine 3 | Nouveau Alpine 3 | Nouveau Alpine 3 | Nouveau Alpine 3 | Nouveau Alpine 3 | Nouveau Alpine 3 | | | | | | | | | | | | | | |
| Coupé / cabriolet | | | | | | | | | | | Comète | | Amérique | Amérique | Amérique | Amérique | | | | | | | | | | | | | | | | | | | | | | | | | | | | | |
| voiture de sport | | | T26 Grand Sport / Saoutchik | T26 Grand Sport / Saoutchik | T26 Grand Sport / Saoutchik | T26 Grand Sport / Saoutchik | T26 Grand Sport / Saoutchik | T26 Grand Sport / Saoutchik | T26 Grand Sport / Saoutchik | sportif | sportif | sportif | sportif | | | | | Djet | Djet | Djet | jet | jet | jet | 530 | 530 | 530 | 530 | 530 | Bagheera | Bagheera | Bagheera | Bagheera | Bagheera | Bagheera | Bagheera | Bagheera | Murena | Murena | Murena | | | | | | |
| SUV | | | | | | | | | | | | | | | | | | | | | | | | | | | | | | | | | Rancho | Rancho | Rancho | Rancho | Rancho | Rancho | Rancho | Rancho | | | | | |
| van | | | | | | | | | | | | | | | | | | | | | | | | | | | | | | 1100 VF2 / VF3 | 1100 VF2 / VF3 | 1100 VF2 / VF3 | 1100 VF2 / VF3 | 1100 VF2 / VF3 | vices de la ville | vices de la ville | vices de la ville | vices de la ville | vices de la ville | vices de la ville | | | | | |
| \| Talbot-Lago, vendu à Simca en 1959 \| SIMCA: production de licences par Fiat \| SIMCA: 1954 par Ford France SA hinzugekauft \| SIMCA: partiellement développé sur la base de Fiat ou Ford \| Chrysler simca \| Humber, une marque du groupe Rootes, a été abandonnée en 1976 \| Sunbeam Talbot, marque du groupe Rootes jusqu'en 1953 \| Sunbeam, marque du groupe Rootes depuis 1953, se déroule en 1976 \| Singer, marque du groupe Rootes depuis 1956, se déroule en 1970 \| Hillman, marque du groupe Rootes \| Chrysler \| Automobiles René Bonnet voiture de sport \| matra \| Matra-Simca \| Talbot Matra \| Talbot-Simca \| Talbot, marque établie en 1986 \| 1 plateforme commune du groupe Rootes basée sur la plate-forme commune Hillman Minx 1956 2 plate-forme commune du groupe Roax Audax sur la plate-forme commune Hillman Super Minx 3 du groupe Roote Arrow 4 plate-forme commune du groupe Rootes basée sur la plate-forme commune Hillman Imp 5 - Chrysler Avenger, plateforme commune Project 424 6 - Plateforme commune Chrysler Project C6 7 - Plateforme commune Chrysler Project C2 8 PSA avec Peugeot 104 et Citroën LN 9 Chrysler Project C9, technologie largement issue de Peugeot 504/505/604 | | | | | | | | | | | | | | | | | | | | | | | | | | | | | | | | | | | | | | | | | | | | | |
| Talbot-Lago, vendu à Simca en 1959 | SIMCA: production de licences par Fiat                                                                                               | SIMCA: 1954 par Ford France SA hinzugekauft                                                                                          | SIMCA: partiellement développé sur la base de Fiat ou Ford                                                                           | Chrysler simca | Humber, une marque du groupe Rootes, a été abandonnée en 1976                                                                        | Sunbeam Talbot, marque du groupe Rootes jusqu'en 1953                                                                                | Sunbeam, marque du groupe Rootes depuis 1953, se déroule en 1976                                                                     | Singer, marque du groupe Rootes depuis 1956, se déroule en 1970                                                                      | Hillman, marque du groupe Rootes | Chrysler | Automobiles René Bonnet voiture de sport                                                                                             | matra | Matra-Simca | Talbot Matra | Talbot-Simca | Talbot, marque établie en 1986 | | | | | | | | | | | | | | | | | | | | | | | | | | | | | |